# Kedungwungu (Jatinegara)
Kedungwungu is een bestuurslaag in het regentschap Tegal van de provincie Midden-Java, Indonesië. Kedungwungu telt 1883 inwoners (volkstelling 2010).